# Dariusz Juzyszyn
Dariusz Juzyszyn (ur. 2 marca 1957 we Wrocławiu) – polski lekkoatleta, dyskobol, od czasu przejścia na sportową emeryturę – aktor.

## Kariera sportowa
Ukończył studia na Akademii Wychowania Fizycznego we Wrocławiu. Początkowo uprawiał boks, potem wioślarstwo, w końcu lekkoatletykę. W konkurencji rzutu dyskiem zdobył 9-krotnie tytuł mistrza Polski seniorów (w latach 1978, 1982-1983, 1985-1989, 1995). Wielokrotnie reprezentował kraj na imprezach międzynarodowych: mistrzostwach świata w Rzymie w 1987 roku (8. miejsce), mistrzostwach Europy w Pradze w 1978 roku i w Stuttgarcie w 1986 roku, pucharze Europy (w Londynie w 1983 roku – zajął 4. miejsce, jednak został zdyskwalifikowany za doping), w Moskwie w 1985 roku (3. miejsce), uniwersjadzie (w Edmonton w 1983 roku – 2. miejsce).
Do 2006 – przez ponad 20 lat – należał do niego rekord Polski (65,98 m), ustanowiony 24 sierpnia 1985 w Warszawie na stadionie Skry. Obecnie jest to nadal 3. wynik w historii polskiej lekkoatletyki.
Po zakończeniu kariery sportowej, przez rok pracował jako trener kadry narodowej Danii w rzutach.

## Działalność pozasportowa
Po powrocie do kraju zajął się biznesem. Przez jakiś czas piastował stanowisko prezesa Zrzeszenia Sportowego Niepełnosprawnych „START” we Wrocławiu.
Od 2001 roku coraz częściej grywa w filmach. Debiutował w Quo vadis. Występuje także w epizodach teatralnych. Wystąpił podczas finału 26. Przeglądu Piosenki Aktorskiej we Wrocławiu.

## Filmografia
- Volta (2017) jako ochroniarz, który dostarcza walizkę z pieniędzmi
- Essential Killing (2010) jako drwal
- Plebania (2009) jako Roki
- Naznaczony (2009) jako sierżant
- On, Ona, Ono (2009) jako dyrektor szkoły Total
- Afonia i pszczoły (2009) jako Miedwiediew
- Londyńczycy (2008) jako gangster Misza
- Determinator (2007) jako Giewont
- Niania (2007) jako szef ochrony
- Kryminalni (2007) jako Kędzior (odc. 88)
- Izolator (Warsaw Dark) (2009) jako Misiek
- Jasminum (2006) jako brat Czereśnia
- Warto kochać (2005) jako ochroniarz Horoszewicza
- Pierwsza miłość (2005), (2013, 2017) 2 role: jako policjant Grzelak, Łysy
- Stara Baśń (2004) jako Jarl Sigvald, dowódca wikingów
- Fala zbrodni (2004) jako porywacz Mateusza Lemańskiego, członek mafii Siergiejskaja (odc. 12 i 13)
- Dziki (2004) jako „Silny”, człowiek „Basiora
- Cud w Krakowie (2004) jako Siłacz
- Glina (2003 – 2008) jako technik-patolog Gabriel
- Rodzinka (2003) jako Ryszard, mąż Romy
- Stara baśń. Kiedy słońce było bogiem (2003) jako Jarl Sigvald
- Kariera Nikosia Dyzmy (2002) jako brat Duży
- Świat według Kiepskich (2002, 2004, 2007) jako babsztyl, cyrkowiec, prokurator
- Superprodukcja (2002) jako gangster Mariusz J. „Torpeda"
- Quo vadis (2001) jako Kroton

## Teatr
- West Side Story (Teatr Muzyczny Capitol we Wrocławiu – 2004) jako sierżant Krupke